# Тур WTA 2021
Тур WTA 2021 — елітний професійний цикл тенісних змагань, організований Жіночою тенісною асоціацією (WTA) в сезоні 2021 року. Календар Туру включає турніри Великого шолома (під опікою Міжнародної тенісної федерації  (ITF)), турніри WTA 1000, турніри WTA 500, турніри WTA 250, Кубок Біллі Джин Кінг (організований ITF), та завершальний турнір року (чемпіонат WTA). У календар 2021 року також входять Олімпійські ігри, перенесені з 2020-го.

## Календар
Це повний розклад турнірів у календарі 2021 року.
Легенда
| Турніри Великого шолома  |
| Літні Олімпійські ігри   |
| Підсумковий турнір року  |
| WTA 1000 (Обов'язкові)   |
| WTA 1000 (Необов'язкові) |
| WTA 500                  |
| WTA 250                  |
| Командні змагання        |

### Січень
| Тиждень | Турнір                                                                                               | Чемпіонка                             | Фіналістка                 | Півфіналістки              | Чвертьфіналістки                                               |
| ------- | --- | ------------------------------------- | -------------------------- | -------------------------- | -------------------------------------------------------------- |
| 4 січня | Abu Dhabi Open Abu Dhabi, ОАЕ WTA 500 $565,530 – Хард – 64S/32Q/28D Одиночний розряд – Парний розряд | Орина Соболенко 6–2, 6–2              | Вероніка Кудерметова       | Марія Саккарі Марта Костюк | Софія Кенін Олена Рибакіна Сара Соррібес Тормо Еліна Світоліна |
| 4 січня | Abu Dhabi Open Abu Dhabi, ОАЕ WTA 500 $565,530 – Хард – 64S/32Q/28D Одиночний розряд – Парний розряд | Аояма Сюко Ена Сібахара 7–6(7–5), 6–4 | Гейлі Картер Луїза Стефані | Марія Саккарі Марта Костюк | Софія Кенін Олена Рибакіна Сара Соррібес Тормо Еліна Світоліна |

### Лютий
| Тиждень            | Турнір | Чемпіонка                                                                     | Фіналістка                                                                    | Півфіналістки                      | Чвертьфіналістки                                                   |
| ------------------ | --- | ----------------------------------------------------------------------------- | ----------------------------------------------------------------------------- | ---------------------------------- | ------------------------------------------------------------------ |
| 1 лютого           | Yarra Valley Classic Мельбурн, Австралія WTA 500 $447,620 – Хард – 54S/28D Одиночний розряд – Парний розряд                  | Ешлі Барті 7–6(7–3), 6–4                                                      | Гарбінє Мугуруса                                                              | Серена Вільямс Маркета Вондроушова | Шелбі Роджерс Деніелл Коллінз Надія Подороська Софія Кенін         |
| 1 лютого           | Yarra Valley Classic Мельбурн, Австралія WTA 500 $447,620 – Хард – 54S/28D Одиночний розряд – Парний розряд                  | Аояма Сюко Ена Сібахара 6–3, 6–4                                              | Ганна Калінська Вікторія Кужмова                                              | Серена Вільямс Маркета Вондроушова | Шелбі Роджерс Деніелл Коллінз Надія Подороська Софія Кенін         |
| 1 лютого           | Gippsland Trophy Мельбурн, Австралія WTA 500 $447,620 – Хард – 54S/28D Одиночний розряд – Парний розряд                      | Елісе Мертенс 6–4, 6–1                                                        | Кая Канепі                                                                    | Катерина Олександрова Наомі Осака  | Сімона Халеп Кароліна Мухова Еліна Світоліна Ірина-Камелія Бегу    |
| 1 лютого           | Gippsland Trophy Мельбурн, Австралія WTA 500 $447,620 – Хард – 54S/28D Одиночний розряд – Парний розряд                      | Барбора Крейчикова Катержина Сінякова 6–3, 7–6(7–4)                           | Чжань Хаоцін Латіша Чжань                                                     | Катерина Олександрова Наомі Осака  | Сімона Халеп Кароліна Мухова Еліна Світоліна Ірина-Камелія Бегу    |
| 1 лютого           | Grampians Trophy Мельбурн, Австралія WTA 500 $235,820 – Хард – 28S Одиночний розряд                                          | Анетт Контавейт vs Енн Лі Фінальна гра не відбулася через затримку в розкладі | Анетт Контавейт vs Енн Лі Фінальна гра не відбулася через затримку в розкладі | Марія Саккарі Дженніфер Брейді     | Анджелік Кербер Вікторія Азаренко Барбора Крейчикова Сорана Кирстя |
| 8 лютого 15 лютого | Australian Open Мельбурн, Австралія Грендслем A$33,098,500 – Хард 128S/128Q/64D/32X Одиночний розряд – Парний розряд – Мікст | Наомі Осака 6–4, 6–3                                                          | Дженніфер Брейді                                                              | Кароліна Мухова Серена Вільямс     | Ешлі Барті Джессіка Пегула Сє Шувей Сімона Халеп                   |
| 8 лютого 15 лютого | Australian Open Мельбурн, Австралія Грендслем A$33,098,500 – Хард 128S/128Q/64D/32X Одиночний розряд – Парний розряд – Мікст | Елісе Мертенс Орина Соболенко 6–2, 6–3                                        | Барбора Крейчикова Катержина Сінякова                                         | Кароліна Мухова Серена Вільямс     | Ешлі Барті Джессіка Пегула Сє Шувей Сімона Халеп                   |
| 8 лютого 15 лютого | Australian Open Мельбурн, Австралія Грендслем A$33,098,500 – Хард 128S/128Q/64D/32X Одиночний розряд – Парний розряд – Мікст | Барбора Крейчикова Ражів Рам 6–1, 6–4                                         | Саманта Стосур Меттью Ебден                                                   | Кароліна Мухова Серена Вільямс     | Ешлі Барті Джессіка Пегула Сє Шувей Сімона Халеп                   |
| 15 лютого          | Phillip Island Trophy Мельбурн, Австралія WTA 250 $235,238 – Хард – 56S/16Q/28D Одиночний розряд – Парний розряд             | Дарія Касаткіна 4–6, 6–2, 6–2                                                 | Маріє Боузкова                                                                | Деніелл Коллінз Б'янка Андреєску   | Ребекка Петерсон Петра Мартич Джил Тайхманн Ірина-Камелія Бегу     |
| 15 лютого          | Phillip Island Trophy Мельбурн, Австралія WTA 250 $235,238 – Хард – 56S/16Q/28D Одиночний розряд – Парний розряд             | Анкіта Райна Камілла Рахімова 2–6, 6–4, [10–7]                                | Ганна Блінкова Анастасія Потапова                                             | Деніелл Коллінз Б'янка Андреєску   | Ребекка Петерсон Петра Мартич Джил Тайхманн Ірина-Камелія Бегу     |
| 22 лютого          | Adelaide International Аделаїда, Австралія WTA 500 $535,530 – Хард – 28S/24Q/16D Одиночний розряд – Парний розряд            | Іга Швйонтек 6–2, 6–2                                                         | Белінда Бенчич                                                                | Джил Тайхманн Коко Гофф            | Деніелл Коллінз Анастасія Севастова Шелбі Роджерс Сторм Сендерс    |
| 22 лютого          | Adelaide International Аделаїда, Австралія WTA 500 $535,530 – Хард – 28S/24Q/16D Одиночний розряд – Парний розряд            | Алекса Гуарачі Дезіре Кравчик 6–7(4–7), 6–4, [10–3]                           | Гейлі Картер Луїза Стефані                                                    | Джил Тайхманн Коко Гофф            | Деніелл Коллінз Анастасія Севастова Шелбі Роджерс Сторм Сендерс    |

### Березень
| Тиждень               | Турнір | Чемпіонка                                    | Фіналістка                          | Півфіналістки                        | Чвертьфіналістки                                                              |
| --------------------- | --- | -------------------------------------------- | ----------------------------------- | ------------------------------------ | ----------------------------------------------------------------------------- |
| 1 березня             | Qatar Open Доха, Катар WTA 500 $565,530 – Хард – 28S/32Q/16D Одиночний розряд – Парний розряд                                     | Петра Квітова 6–2, 6–1                       | Гарбінє Мугуруса                    | Вікторія Азаренко Джессіка Пегула    | Еліна Світоліна Марія Саккарі Анетт Контавейт Кароліна Плішкова               |
| 1 березня             | Qatar Open Доха, Катар WTA 500 $565,530 – Хард – 28S/32Q/16D Одиночний розряд – Парний розряд                                     | Ніколь Меліхар Демі Схюрс 6–2, 2–6, [10–8]   | Моніка Нікулеску Олена Остапенко    | Вікторія Азаренко Джессіка Пегула    | Еліна Світоліна Марія Саккарі Анетт Контавейт Кароліна Плішкова               |
| 1 березня             | Lyon Open Ліон, Франція WTA 250 $235,238 – Хард (зала) – 32S/24Q/16D Одиночний розряд – Парний розряд                             | Клара Таусон 6–4, 6–1                        | Вікторія Голубич                    | Паула Бадоса Фіона Ферро             | Каміла Джорджі Крістіна Младенович Грет Міннен Клара Бюрель                   |
| 1 березня             | Lyon Open Ліон, Франція WTA 250 $235,238 – Хард (зала) – 32S/24Q/16D Одиночний розряд – Парний розряд                             | Вікторія Кужмова Аранча Рус 3–6, 7–5, [10–7] | Ежені Бушар Ольга Данилович         | Паула Бадоса Фіона Ферро             | Каміла Джорджі Крістіна Младенович Грет Міннен Клара Бюрель                   |
| 8 березня             | Dubai Tennis Championships Дубай, ОАЕ WTA 1000 (необов'язковий) $1,835,490 – Хард – 56S/32Q/28D Одиночний розряд – Паний розряд   | Гарбінє Мугуруса 7–6(8–6), 6–3               | Барбора Крейчикова                  | Джил Тайхманн Елісе Мертенс          | Анастасія Потапова Коко Гофф Орина Соболенко Джессіка Пегула                  |
| 8 березня             | Dubai Tennis Championships Дубай, ОАЕ WTA 1000 (необов'язковий) $1,835,490 – Хард – 56S/32Q/28D Одиночний розряд – Паний розряд   | Алекса Гуарачі Дарія Юрак 6–0, 6–3           | Сюй Їфань Ян Чжаосюань              | Джил Тайхманн Елісе Мертенс          | Анастасія Потапова Коко Гофф Орина Соболенко Джессіка Пегула                  |
| 8 березня             | Abierto Zapopan Гвадалахара, Мексика WTA 250 $235,238 – Хард – 32S/24Q/16D Одиночний розряд – Парний розряд                       | Сара Соррібес Тормо 6–2, 7–5                 | Ежені Бушар                         | Елізабетта Коччаретто Маріє Боузкова | Лорен Девіс Кейті Макнеллі Астра Шарма Анна Кароліна Шмідлова                 |
| 8 березня             | Abierto Zapopan Гвадалахара, Мексика WTA 250 $235,238 – Хард – 32S/24Q/16D Одиночний розряд – Парний розряд                       | Еллен Перес Астра Шарма 6–4, 6–4             | Дезіре Кравчик Джуліана Олмос       | Елізабетта Коччаретто Маріє Боузкова | Лорен Девіс Кейті Макнеллі Астра Шарма Анна Кароліна Шмідлова                 |
| 15 березня            | St. Petersburg Ladies Trophy Санкт-Петербург, Росія WTA 500 $565,530 – Хард (зала) – 28S/24Q/16D Одиночний розряд – Парний розряд | Дарія Касаткіна 6–3, 2–1, ret.               | Маргатита Гаспарян                  | Віра Звонарьова Світлана Кузнєцова   | Катерина Олександрова Анастасія Гасанова Жаклін Крістіан Вероніка Кудерметова |
| 15 березня            | St. Petersburg Ladies Trophy Санкт-Петербург, Росія WTA 500 $565,530 – Хард (зала) – 28S/24Q/16D Одиночний розряд – Парний розряд | Надія Кіченок Ралука Олару 2–6, 6–3, [10–8]  | Кейтлін Крістіан Сабріна Сантамарія | Віра Звонарьова Світлана Кузнєцова   | Катерина Олександрова Анастасія Гасанова Жаклін Крістіан Вероніка Кудерметова |
| 15 березня            | Monterrey Open Монтеррей, Мексика WTA 250 $235,238 – Хард – 32S/24Q/16D Одиночний розряд – Парний розряд                          | Лейла Анні Фернандес 6–1, 6–4                | Вікторія Голубич                    | Сара Соррібес Тормо Енн Лі           | Вікторія Кужмова Анна Кароліна Шмідлова Чжен Сайсай Ганна Калінська           |
| 15 березня            | Monterrey Open Монтеррей, Мексика WTA 250 $235,238 – Хард – 32S/24Q/16D Одиночний розряд – Парний розряд                          | Керолайн Долегайд Аша Мухаммад 6–2, 6–3      | Гезер Вотсон Чжен Сайсай            | Сара Соррібес Тормо Енн Лі           | Вікторія Кужмова Анна Кароліна Шмідлова Чжен Сайсай Ганна Калінська           |
| 22 березня 29 березня | Miami Open Маямі-Гарденс, США WTA 1000 (обов'язковий) $3,260,190 – Хард – 96S/48Q/32D Одиночний розряд – Парний розряд            | Ешлі Барті 6–3, 4–0, прип.                   | Б'янка Андреєску                    | Еліна Світоліна Марія Саккарі        | Орина Соболенко Анастасія Севастова Сара Соррібес Тормо Наомі Осака           |
| 22 березня 29 березня | Miami Open Маямі-Гарденс, США WTA 1000 (обов'язковий) $3,260,190 – Хард – 96S/48Q/32D Одиночний розряд – Парний розряд            | Аояма Сюко Ена Сібахара 6–2, 7–5             | Гейлі Картер Луїза Стефані          | Еліна Світоліна Марія Саккарі        | Орина Соболенко Анастасія Севастова Сара Соррібес Тормо Наомі Осака           |

### Квітень
| Тиждень            | Турнір | Чемпіонка                                          | Фіналістка                           | Півфіналістки                             | Чвертьфіналістки                                                      |
| ------------------ | --- | -------------------------------------------------- | ------------------------------------ | ----------------------------------------- | --------------------------------------------------------------------- |
| 5 квітня           | Charleston Open Чарльстон, США WTA 500 $565,530 – Ґрунт (зелений) – 56S/32Q/16D Одиночний розряд – Парний розряд                 | Вероніка Кудерметова 6–4, 6–2                      | Данка Ковінич                        | Паула Бадоса Онс Жабер                    | Ешлі Барті Слоун Стівенс Юлія Путінцева Коко Гофф                     |
| 5 квітня           | Charleston Open Чарльстон, США WTA 500 $565,530 – Ґрунт (зелений) – 56S/32Q/16D Одиночний розряд – Парний розряд                 | Ніколь Меліхар Демі Схюрс 6–2, 6–4                 | Маріє Боузкова Луціє Градецька       | Паула Бадоса Онс Жабер                    | Ешлі Барті Слоун Стівенс Юлія Путінцева Коко Гофф                     |
| 5 квітня           | Copa Colsanitas Богота, Колумбія WTA 250 $235,238 – Ґрунт (червоний) – 32S/24Q/16D Одиночний розряд – Парний розряд              | Марія Каміла Осоріо Серрано 5–7, 6–3, 6–4          | Тамара Зіданшек                      | Армоні Тан Вікторія Томова                | Штефані Фегеле Лара Арруабаррена Нурія Паррісас Діас Сара Еррані      |
| 5 квітня           | Copa Colsanitas Богота, Колумбія WTA 250 $235,238 – Ґрунт (червоний) – 32S/24Q/16D Одиночний розряд – Парний розряд              | Еліксан Лешемія Інгрід Ніл 6–3, 6–4                | Міхаела Бузернеску Анна-Лена Фрідзам | Армоні Тан Вікторія Томова                | Штефані Фегеле Лара Арруабаррена Нурія Паррісас Діас Сара Еррані      |
| 12 квітня          | MUSC Health Women's Open Чарльстон, США WTA 250 $235,238 – Ґрунт (зелений) – 32S/16Q/16D Одиночний розряд – Парний розряд        | Астра Шарма 2–6, 7–5, 6–1                          | Онс Жабер                            | Данка Ковінич Марія Каміла Осоріо Серрано | Нао Хібіно Шелбі Роджерс Лінда Фругвіртова Клара Таусон               |
| 12 квітня          | MUSC Health Women's Open Чарльстон, США WTA 250 $235,238 – Ґрунт (зелений) – 32S/16Q/16D Одиночний розряд – Парний розряд        | Гейлі Баптіст Кейті Макнеллі 6–7(4–7), 6–4, [10–6] | Еллен Перес Сторм Сендерс            | Данка Ковінич Марія Каміла Осоріо Серрано | Нао Хібіно Шелбі Роджерс Лінда Фругвіртова Клара Таусон               |
| 19 квітня          | Stuttgart Open Штутгарт, Німеччина WTA 500 $565,530 – Ґрунт (червоний) (зала) – 28S/24Q/16D Одиночний розряд – Парний розряд     | Ешлі Барті 3–6, 6–0, 6–3                           | Орина Соболенко                      | Еліна Світоліна Сімона Халеп              | Кароліна Плішкова Петра Квітова Анетт Контавейт Катерина Олександрова |
| 19 квітня          | Stuttgart Open Штутгарт, Німеччина WTA 500 $565,530 – Ґрунт (червоний) (зала) – 28S/24Q/16D Одиночний розряд – Парний розряд     | Ешлі Барті Дженніфер Брейді 6–4, 5–7, [10–5]       | Дезіре Кравчик Бетані Маттек-Сендс   | Еліна Світоліна Сімона Халеп              | Кароліна Плішкова Петра Квітова Анетт Контавейт Катерина Олександрова |
| 19 квітня          | İstanbul Cup Стамбул, Туреччина WTA 250 $235,238 – Ґрунт (червоний) – 32S/24Q/16D Одиночний розряд – Парний розряд               | Сорана Кирстя 6–1, 7–6(7–3)                        | Елісе Мертенс                        | Вероніка Кудерметова Марта Костюк         | Катержина Сінякова Ана Богдан Ана Конюх Фіона Ферро                   |
| 19 квітня          | İstanbul Cup Стамбул, Туреччина WTA 250 $235,238 – Ґрунт (червоний) – 32S/24Q/16D Одиночний розряд – Парний розряд               | Вероніка Кудерметова Елісе Мертенс 6–1, 6–1        | Нао Хібіно Макото Ніномія            | Вероніка Кудерметова Марта Костюк         | Катержина Сінякова Ана Богдан Ана Конюх Фіона Ферро                   |
| 26 квітня 3 травня | Madrid Open Мадрид, Іспанія WTA 1000 (обов'язковий) €2,549,105 – Ґрунт (червоний) – 64S/48Q/30D Одиночний розряд – Парний розряд | Орина Соболенко 6–0, 3–6, 6–4                      | Ешлі Барті                           | Паула Бадоса Анастасія Павлюченкова       | Петра Квітова Белінда Бенчич Елісе Мертенс Кароліна Мухова            |
| 26 квітня 3 травня | Madrid Open Мадрид, Іспанія WTA 1000 (обов'язковий) €2,549,105 – Ґрунт (червоний) – 64S/48Q/30D Одиночний розряд – Парний розряд | Барбора Крейчикова Катержина Сінякова 6–4, 6–3     | Габріела Дабровскі Демі Схюрс        | Паула Бадоса Анастасія Павлюченкова       | Петра Квітова Белінда Бенчич Елісе Мертенс Кароліна Мухова            |

### Травень
| Тиждень            | Турнір | Чемпіонка                                      | Фіналістка                              | Півфіналістки                               | Чвертьфіналістки                                                    |
| ------------------ | --- | ---------------------------------------------- | --------------------------------------- | ------------------------------------------- | ------------------------------------------------------------------- |
| 10 травня          | Italian Open Рим, Італія WTA 1000 (необов'язковий) €1,577,613 – Ґрунт (червоний) – 56S/32Q/28D Одиночний розряд – Парний розряд    | Іга Швйонтек 6–0, 6–0                          | Кароліна Плішкова                       | Коко Гофф Петра Мартич                      | Ешлі Барті Еліна Світоліна Олена Остапенко Джессіка Пегула          |
| 10 травня          | Italian Open Рим, Італія WTA 1000 (необов'язковий) €1,577,613 – Ґрунт (червоний) – 56S/32Q/28D Одиночний розряд – Парний розряд    | Шерон Фічман Джуліана Олмос 4–6, 7–5, [10–5]   | Крістіна Младенович Маркета Вондроушова | Коко Гофф Петра Мартич                      | Ешлі Барті Еліна Світоліна Олена Остапенко Джессіка Пегула          |
| 17 травня          | Serbia Open Белград, Сербія WTA 250 $235,238 – Ґрунт (червоний) – 32S/24Q/16D Одиночний розряд – Парний розряд                     | Паула Бадоса 6–2, 2–0, прип.                   | Ана Конюх                               | Вікторія Томова Марія Каміла Осоріо Серрано | Река Лука Яні Ребекка Петерсон Олександра Соснович Надія Подороська |
| 17 травня          | Serbia Open Белград, Сербія WTA 250 $235,238 – Ґрунт (червоний) – 32S/24Q/16D Одиночний розряд – Парний розряд                     | Александра Крунич Ніна Стоянович 6–0, 6–2      | Грет Міннен А ван Ейтванк               | Вікторія Томова Марія Каміла Осоріо Серрано | Река Лука Яні Ребекка Петерсон Олександра Соснович Надія Подороська |
| 17 травня          | Emilia-Romagna Open Parma, Italy WTA 250 $235,238 – Ґрунт (червоний) – 32S/24Q/16D Одиночний розряд – Парний розряд                | Коко Гофф 6–1, 6–3                             | Ван Цян                                 | Катержина Сінякова Слоун Стівенс            | Каролін Гарсія Аманда Анісімова Сара Еррані Петра Мартич            |
| 17 травня          | Emilia-Romagna Open Parma, Italy WTA 250 $235,238 – Ґрунт (червоний) – 32S/24Q/16D Одиночний розряд – Парний розряд                | Коко Гофф Кейті Макнеллі 6–3, 6–2              | Дарія Юрак Андрея Клепач                | Катержина Сінякова Слоун Стівенс            | Каролін Гарсія Аманда Анісімова Сара Еррані Петра Мартич            |
| 24 травня          | Internationaux de Strasbourg Strasbourg, France WTA 250 $235,238 – Ґрунт (червоний) – 32S/24Q/16D Одиночний розряд – Парний розряд | Барбора Крейчикова 6–3, 6–3                    | Сорана Кирстя                           | Магда Лінетт Юле Німаєр                     | Б'янка Андреєску Юлія Путінцева Катерина Олександрова Аранча Рус    |
| 24 травня          | Internationaux de Strasbourg Strasbourg, France WTA 250 $235,238 – Ґрунт (червоний) – 32S/24Q/16D Одиночний розряд – Парний розряд | Алекса Гуарачі Дезіре Кравчик 6–2, 6–3         | Макото Ніномія Ян Чжаосюань             | Магда Лінетт Юле Німаєр                     | Б'янка Андреєску Юлія Путінцева Катерина Олександрова Аранча Рус    |
| 31 травня 7 червня | Відкртий чемпіонат Франції Париж, France Грендслем Ґрунт (червоний) 128S/128Q/64D/16X Одиночний розряд – Парний розряд – Мікст     | Барбора Крейчикова 6–1, 2–6, 6–4               | Анастасія Павлюченкова                  | Марія Саккарі Тамара Зіданшек               | Корі Гофф Іга Швйонтек Олена Рибакіна Паула Бадоса                  |
| 31 травня 7 червня | Відкртий чемпіонат Франції Париж, France Грендслем Ґрунт (червоний) 128S/128Q/64D/16X Одиночний розряд – Парний розряд – Мікст     | Барбора Крейчикова Катержина Сінякова 6–4, 6–2 | Бетані Маттек-Сендс Іга Свйонтек        | Марія Саккарі Тамара Зіданшек               | Корі Гофф Іга Швйонтек Олена Рибакіна Паула Бадоса                  |
| 31 травня 7 червня | Відкртий чемпіонат Франції Париж, France Грендслем Ґрунт (червоний) 128S/128Q/64D/16X Одиночний розряд – Парний розряд – Мікст     | Дезіре Кравчик Джо Солсбері 2–6, 6–4, [10–5]   | Олена Весніна Аслан Карацев             | Марія Саккарі Тамара Зіданшек               | Корі Гофф Іга Швйонтек Олена Рибакіна Паула Бадоса                  |

### Червень
| Тиждень           | Турнір | Чемпіонка                                                    | Фіналістка                         | Півфіналістки                             | Чвертьфіналістки                                                               |
| ----------------- | --- | ------------------------------------------------------------ | ---------------------------------- | ----------------------------------------- | ------------------------------------------------------------------------------ |
| 7 червня          | Nottingham Open Ноттінгем, Great Britain WTA 250 $235,238 – Трава – 48S/16Q/16D Одиночний розряд – Парний розряд         | Джоанна Конта 6–2, 6–1                                       | Чжан Шуай                          | Ніна Стоянович Лорен Девіс                | Алісон ван Ейтванк Тереза Мартінцова Крістіна Младенович Кейті Баултер         |
| 7 червня          | Nottingham Open Ноттінгем, Great Britain WTA 250 $235,238 – Трава – 48S/16Q/16D Одиночний розряд – Парний розряд         | Людмила Кіченок Ніномія Макото 6–4, 6–7(3–7), [10–8]         | Каролін Доулгайд Сторм Сендерз     | Ніна Стоянович Лорен Девіс                | Алісон ван Ейтванк Тереза Мартінцова Крістіна Младенович Кейті Баултер         |
| 14 червня         | German Open Берлін, Німеччина WTA 500 $565,530 – Трава – 28S/24Q/16D Одиночний розряд – Парний розряд                    | Самсонова Людмила Дмитріївна 1–6, 6–1, 6–3                   | Белінда Бенчич                     | Вікторія Азаренко Алізе Корне             | Медісон Кіз Джессіка Пегула Гарбінє Мугуруса Олександрова Катерина Євгенівна   |
| 14 червня         | German Open Берлін, Німеччина WTA 500 $565,530 – Трава – 28S/24Q/16D Одиночний розряд – Парний розряд                    | Вікторія Азаренко Соболенко Аріна Сергіївна 4–6, 7–5, [10–4] | Ніколь Меліхар Демі Схюрс          | Вікторія Азаренко Алізе Корне             | Медісон Кіз Джессіка Пегула Гарбінє Мугуруса Олександрова Катерина Євгенівна   |
| 14 червня         | Birmingham Classic Бірмінгем, Great Britain WTA 250 $235,238 – Трава – 32S/24Q/16D Одиночний розряд – Парний розряд      | Унс Джабір 7–5, 6–4                                          | Дарія Касаткіна                    | Коко Вандевей Гезер Вотсон                | Марія Бузкова Тереза Мартінцова Донна Векич Анастасія Потапова                 |
| 14 червня         | Birmingham Classic Бірмінгем, Great Britain WTA 250 $235,238 – Трава – 32S/24Q/16D Одиночний розряд – Парний розряд      | Марія Бузкова Луціє Градецька 6–4, 2–6, [10–8]               | Унс Джабір Еллен Перес             | Коко Вандевей Гезер Вотсон                | Марія Бузкова Тереза Мартінцова Донна Векич Анастасія Потапова                 |
| 21 червня         | Eastbourne International Істборн, Great Britain WTA 500 $565,530 – Трава – 32S/24Q/16D Одиночний розряд – Парний розряд  | Олена Остапенко 6–3, 6–3                                     | Анетт Контавейт                    | Каміла Джорджі Олена Рибакіна             | Соболенко Аріна Сергіївна Вікторія Голубич Дарія Касаткіна Анастасія Севастова |
| 21 червня         | Eastbourne International Істборн, Great Britain WTA 500 $565,530 – Трава – 32S/24Q/16D Одиночний розряд – Парний розряд  | Аояма Сюко Ена Сібахара 6–1, 6–4                             | Ніколь Меліхар Демі Схюрс          | Каміла Джорджі Олена Рибакіна             | Соболенко Аріна Сергіївна Вікторія Голубич Дарія Касаткіна Анастасія Севастова |
| 21 червня         | Bad Homburg Open Бад-Гомбург, Німеччина WTA 250 $235,238 – Трава – 32S/8Q/16D Одиночний розряд – Парний розряд           | Анджелік Кербер 6–3, 6–2                                     | Катержина Сінякова                 | Петра Квітова Сара Соррібес Тормо         | Надія Подороська Аманда Анісімова Лаура Зігемунд Вікторія Азаренко             |
| 21 червня         | Bad Homburg Open Бад-Гомбург, Німеччина WTA 250 $235,238 – Трава – 32S/8Q/16D Одиночний розряд – Парний розряд           | Дарія Юрак Андрея Клепач 6–3, 6–1                            | Надія Кіченок Ралука Олару         | Петра Квітова Сара Соррібес Тормо         | Надія Подороська Аманда Анісімова Лаура Зігемунд Вікторія Азаренко             |
| 28 червня 5 липня | Вімблдонський турнір Лондон, Great Britain Grand Slam Трава – 128S/128Q/64D/48X Одиночний розряд – Парний розряд – Мікст | Ешлі Барті 6–3, 6–7(4–7), 6–3                                | Кароліна Плішкова                  | Анджелік Кербер Соболенко Аріна Сергіївна | Айла Том'янович Кароліна Мухова Вікторія Голубич Унс Джабір                    |
| 28 червня 5 липня | Вімблдонський турнір Лондон, Great Britain Grand Slam Трава – 128S/128Q/64D/48X Одиночний розряд – Парний розряд – Мікст | Сє Шувей Елісе Мертенс 3–6, 7–5, 9–7                         | Вероніка Кудерметова Олена Весніна | Анджелік Кербер Соболенко Аріна Сергіївна | Айла Том'янович Кароліна Мухова Вікторія Голубич Унс Джабір                    |
| 28 червня 5 липня | Вімблдонський турнір Лондон, Great Britain Grand Slam Трава – 128S/128Q/64D/48X Одиночний розряд – Парний розряд – Мікст | Дезіре Кравчик Ніл Скупскі 6–2, 7–6(7–1)                     | Гаррієт Дарт Джо Солсбері          | Анджелік Кербер Соболенко Аріна Сергіївна | Айла Том'янович Кароліна Мухова Вікторія Голубич Унс Джабір                    |

### Липень
| Тиждень  | Турнір | Чемпіонка                                                                | Фіналістка                                  | Півфіналістки                                            | Чвертьфіналістки                                                 |
| -------- | --- | ------------------------------------------------------------------------ | ------------------------------------------- | -------------------------------------------------------- | ---------------------------------------------------------------- |
| 5 липня  | Hamburg European Open Гамбург, Німеччина WTA 250 $235,238 – Ґрунт (Red) – 28S/16Q/15D Одиночний розряд – Парний розряд       | Елена-Габріела Русе 7–6(8–6), 6–4                                        | Андреа Петкович                             | Даяна Ястремська Юле Німаєр                              | Сара Еррані Деніел Колінз Тамара Зіданшек Їсалін Бонавентюре     |
| 5 липня  | Hamburg European Open Гамбург, Німеччина WTA 250 $235,238 – Ґрунт (Red) – 28S/16Q/15D Одиночний розряд – Парний розряд       | Джасмін Паоліні Джил Тайхманн 6–0, 6–4                                   | Астра Шарма Розалі ван дер Гук              | Даяна Ястремська Юле Німаєр                              | Сара Еррані Деніел Колінз Тамара Зіданшек Їсалін Бонавентюре     |
| 12 липня | Hungarian Grand Prix Будапешт, Угорщина WTA 250 $235,238 – Ґрунт (Red) – 32S/24Q/16D Одиночний розряд – Парний розряд        | Юлія Путінцева 6–4, 6–0                                                  | Ангеліна Калініна                           | Дальма Гальфі Деніел Колінз                              | Катерина Козлова Ольга Данилович Панна Удварді Паула Ормаечеа    |
| 12 липня | Hungarian Grand Prix Будапешт, Угорщина WTA 250 $235,238 – Ґрунт (Red) – 32S/24Q/16D Одиночний розряд – Парний розряд        | Міхаела Бузернеску Фанні Штоллар 6–4, 6–4                                | Альона Большова Тамара Корпач               | Дальма Гальфі Деніел Колінз                              | Катерина Козлова Ольга Данилович Панна Удварді Паула Ормаечеа    |
| 12 липня | Ladies Open Lausanne Лозанна, Швейцарія WTA 250 $235,238 – Ґрунт (Red) – 32S/8Q/16D Одиночний розряд – Парний розряд         | Тамара Зіданшек 4–6, 7–6(7–5), 6–1                                       | Clara Burel                                 | Марина Заневська Каролін Гарсія                          | Lucia Bronzetti Наталія Віхлянцева Заріна Діяс Фіона Ферро       |
| 12 липня | Ladies Open Lausanne Лозанна, Швейцарія WTA 250 $235,238 – Ґрунт (Red) – 32S/8Q/16D Одиночний розряд – Парний розряд         | Susan Bandecchi Сімона Валтерт 6–3, 6–7(3–7), [10–5]                     | Ульрікке Ейкері Валентіні Грамматікопулу    | Марина Заневська Каролін Гарсія                          | Lucia Bronzetti Наталія Віхлянцева Заріна Діяс Фіона Ферро       |
| 12 липня | Prague Open Прага, Чехія WTA 250 $235,238 – Тверде – 32S/24Q/16D Одиночний розряд – Парний розряд                            | Барбора Крейчикова 6–2, 6–0                                              | Тереза Мартінцова                           | Грет Міннен Ван Сіню                                     | Вікторія Кужмова Сторм Сендерз Грейс Мін Катержина Сінякова      |
| 12 липня | Prague Open Прага, Чехія WTA 250 $235,238 – Тверде – 32S/24Q/16D Одиночний розряд – Парний розряд                            | Марія Бузкова Луціє Градецька 7–6(7–3), 6–4                              | Вікторія Кужмова Ніна Стоянович             | Грет Міннен Ван Сіню                                     | Вікторія Кужмова Сторм Сендерз Грейс Мін Катержина Сінякова      |
| 19 липня | Palermo Open Палермо, Італія WTA 250 $235,238 – Ґрунт (Red) – 32S/16Q/16D Одиночний розряд – Парний розряд                   | Деніел Колінз 6–4, 6–2                                                   | Елена-Габріела Русе                         | Чжан Шуай Осеан Доден                                    | Астра Шарма Ольга Данилович Лючія Бронзетті Жаклін Крістіан      |
| 19 липня | Palermo Open Палермо, Італія WTA 250 $235,238 – Ґрунт (Red) – 32S/16Q/16D Одиночний розряд – Парний розряд                   | Ерін Рутліфф Kimberley Zimmermann 7–6(7–5), 4–6, [10–4]                  | Натела Дзаламідзе Камілла Рахімова          | Чжан Шуай Осеан Доден                                    | Астра Шарма Ольга Данилович Лючія Бронзетті Жаклін Крістіан      |
| 19 липня | Poland Open Гдиня, Польща WTA 250 $235,238 – Ґрунт (Red) – 32S/16Q/16D Одиночний розряд – Парний розряд                      | Марина Заневська 6–4, 7–6(7–4)                                           | Крістіна Кучова                             | Катерина Козлова Тамара Корпач                           | Nuria Párrizas Díaz Катажина Кава Екатеріне Горгодзе Анна Бондар |
| 19 липня | Poland Open Гдиня, Польща WTA 250 $235,238 – Ґрунт (Red) – 32S/16Q/16D Одиночний розряд – Парний розряд                      | Anna Danilina Лідія Морозова 6–3, 6–2                                    | Катерина Бондаренко Катажина Пітер          | Катерина Козлова Тамара Корпач                           | Nuria Párrizas Díaz Катажина Кава Екатеріне Горгодзе Анна Бондар |
| 26 липня | Теніс на літніх Олімпійських іграх Токіо, Японія Olympic Games Тверде – 64S/32D/16X Одиночний розряд – Парний розряд – Мікст | Золото                                                                   | Срібло                                      | Бронза                                                   | Четверте місце                                                   |
| 26 липня | Теніс на літніх Олімпійських іграх Токіо, Японія Olympic Games Тверде – 64S/32D/16X Одиночний розряд – Парний розряд – Мікст | Белінда Бенчич (SUI) 7–5, 2–6, 6–3                                       | Маркета Вондроушова (CZE)                   | Еліна Світоліна (UKR) 1–6, 7–6(7–5), 6–4                 | Олена Рибакіна (KAZ)                                             |
| 26 липня | Теніс на літніх Олімпійських іграх Токіо, Японія Olympic Games Тверде – 64S/32D/16X Одиночний розряд – Парний розряд – Мікст | Барбора Крейчикова (CZE) Катержина Сінякова (CZE) 7–5, 6–1               | Белінда Бенчич (SUI) Вікторія Голубич (SUI) | Лаура Пігоссі (BRA) Луїза Стефані (BRA) 4–6, 6–4, [11–9] | Вероніка Кудерметова (ROC) Олена Весніна (ROC)                   |
| 26 липня | Теніс на літніх Олімпійських іграх Токіо, Японія Olympic Games Тверде – 64S/32D/16X Одиночний розряд – Парний розряд – Мікст | Анастасія Павлюченкова (ROC) Андрій Рубльов (ROC) 6–3, 6–7(5–7), [13–11] | Олена Весніна (ROC) Аслан Карацев (ROC)     | Ешлі Барті (AUS) Джон Пірс (тенісист) (AUS) Walkover     | Ніна Стоянович (SRB) Новак Джокович (SRB)                        |

### Серпень
| Тиждень             | Турнір | Чемпіонка                                        | Фіналістка                       | Півфіналістки                        | Чвертьфіналістки                                                       |
| ------------------- | --- | ------------------------------------------------ | -------------------------------- | ------------------------------------ | ---------------------------------------------------------------------- |
| 2 серпня            | Silicon Valley Classic Сан-Хосе (Каліфорнія), США WTA 500 $565,530 – Тверде – 28S/16Q/16D Одиночний розряд – Парний розряд                     | Деніел Колінз 6–3, 6–7(10–12), 6–1               | Дарія Касаткіна                  | Елісе Мертенс Ана Конюх              | Юлія Путінцева Магда Лінетт Чжан Шуай Олена Рибакіна                   |
| 2 серпня            | Silicon Valley Classic Сан-Хосе (Каліфорнія), США WTA 500 $565,530 – Тверде – 28S/16Q/16D Одиночний розряд – Парний розряд                     | Дарія Юрак Андрея Клепач 6–1, 7–5                | Габріела Дабровскі Луїза Стефані | Елісе Мертенс Ана Конюх              | Юлія Путінцева Магда Лінетт Чжан Шуай Олена Рибакіна                   |
| 2 серпня            | Winners Open Клуж-Напока, Румунія WTA 250 $235,238 – Ґрунт (Red) – 32S/24Q/16D Одиночний розряд – Парний розряд                                | Андреа Петкович 6–1, 6–1                         | Маяр Шеріф                       | Міхаела Бузернеску Александра Крунич | Крістіна Кучова Крістіна Плішкова Анна Кароліна Шмідлова Seone Mendez  |
| 2 серпня            | Winners Open Клуж-Напока, Румунія WTA 250 $235,238 – Ґрунт (Red) – 32S/24Q/16D Одиночний розряд – Парний розряд                                | Натела Дзаламідзе Кайя Юван 6–3, 6–4             | Катажина Пітер Маяр Шеріф        | Міхаела Бузернеску Александра Крунич | Крістіна Кучова Крістіна Плішкова Анна Кароліна Шмідлова Seone Mendez  |
| 9 серпня            | Canadian Open Монреаль, Канада WTA 1000 (Non-mandatory) $1,835,490 – Тверде – 56S/32Q/28D Одиночний розряд – Парний розряд                     | Каміла Джорджі 6–3, 7–5                          | Кароліна Плішкова                | Арина Соболенко Джессіка Пегула      | Вікторія Азаренко Сара Соррібес Тормо Корі Гофф Унс Джабір             |
| 9 серпня            | Canadian Open Монреаль, Канада WTA 1000 (Non-mandatory) $1,835,490 – Тверде – 56S/32Q/28D Одиночний розряд – Парний розряд                     | Габріела Дабровскі Луїза Стефані 6–3, 6–4        | Дарія Юрак Андрея Клепач         | Арина Соболенко Джессіка Пегула      | Вікторія Азаренко Сара Соррібес Тормо Корі Гофф Унс Джабір             |
| 16 серпня           | Мастерс Цинциннаті Мейсон (Огайо), США WTA 1000 (Non-mandatory) $2,114,989 – Тверде – 56S/32Q/28D Одиночний розряд – Парний розряд             | Ешлі Барті 6–3, 6–1                              | Джил Тайхманн                    | Анджелік Кербер Кароліна Плішкова    | Барбора Крейчикова Петра Квітова Паула Бадоса Белінда Бенчич           |
| 16 серпня           | Мастерс Цинциннаті Мейсон (Огайо), США WTA 1000 (Non-mandatory) $2,114,989 – Тверде – 56S/32Q/28D Одиночний розряд – Парний розряд             | Саманта Стосур Чжан Шуай 7–5, 6–3                | Габріела Дабровскі Луїза Стефані | Анджелік Кербер Кароліна Плішкова    | Барбора Крейчикова Петра Квітова Паула Бадоса Белінда Бенчич           |
| 23 серпня           | Tennis in the Land Клівленд, США WTA 250 $235,238 – Тверде – 32S/16Q/16D Одиночний розряд – Парний розряд                                      | Анетт Контавейт 7–6(7–5), 6–4                    | Ірина-Камелія Бегу               | Магда Лінетт Сара Соррібес Тормо     | Дарія Касаткіна Олександра Саснович Чжан Шуай Катержина Сінякова       |
| 23 серпня           | Tennis in the Land Клівленд, США WTA 250 $235,238 – Тверде – 32S/16Q/16D Одиночний розряд – Парний розряд                                      | Аояма Сюко Ена Сібахара 7–5, 6–3                 | Крістіна Макгейл Саня Мірза      | Магда Лінетт Сара Соррібес Тормо     | Дарія Касаткіна Олександра Саснович Чжан Шуай Катержина Сінякова       |
| 23 серпня           | Chicago Women's Open Чикаго, США WTA 250 $235,238 – Тверде – 32S/16Q/16D Одиночний розряд – Парний розряд                                      | Еліна Світоліна 7–5, 6–4                         | Алізе Корне                      | Ребекка Петерсон Варвара Ґрачова     | Крістіна Младенович Тереза Мартінцова Марта Костюк Маркета Вондроушова |
| 23 серпня           | Chicago Women's Open Чикаго, США WTA 250 $235,238 – Тверде – 32S/16Q/16D Одиночний розряд – Парний розряд                                      | Надія Кіченок Ралука Олару 7–6(8–6), 5–7, [10–8] | Людмила Кіченок Ніномія Макото   | Ребекка Петерсон Варвара Ґрачова     | Крістіна Младенович Тереза Мартінцова Марта Костюк Маркета Вондроушова |
| 30 серпня 6 вересня | Відкритий чемпіонат США з тенісу Нью-Йорк, США Grand Slam Тверде – 128S/128Q/64D/32X Одиночний розряд – Парний розряд - Змішаний парний розряд | Емма Радукану 6–4, 6–3                           | Лейла Анні Фернандес             | Марія Саккарі Аріна Соболенко        | Белінда Бенчич Кароліна Плішкова Еліна Світоліна Барбора Крейчикова    |
| 30 серпня 6 вересня | Відкритий чемпіонат США з тенісу Нью-Йорк, США Grand Slam Тверде – 128S/128Q/64D/32X Одиночний розряд – Парний розряд - Змішаний парний розряд | Саманта Стосур Чжан Шуай 6–3, 3–6, 6–3           | Корі Гофф Кеті Макнеллі          | Марія Саккарі Аріна Соболенко        | Белінда Бенчич Кароліна Плішкова Еліна Світоліна Барбора Крейчикова    |
| 30 серпня 6 вересня | Відкритий чемпіонат США з тенісу Нью-Йорк, США Grand Slam Тверде – 128S/128Q/64D/32X Одиночний розряд – Парний розряд - Змішаний парний розряд | Дезіре Кравчик Джо Солсбері 7–5, 6–2             | Джуліана Ольмос Marcelo Arévalo  | Марія Саккарі Аріна Соболенко        | Белінда Бенчич Кароліна Плішкова Еліна Світоліна Барбора Крейчикова    |

### Вересень
| Тиждень    | Турнір | Чемпіонка                                                     | Фіналістка                               | Півфіналістки                                    | Чвертьфіналістки                                                         |
| ---------- | --- | ------------------------------------------------------------- | ---------------------------------------- | ------------------------------------------------ | ------------------------------------------------------------------------ |
| 13 вересня | Luxembourg Open Люксембург WTA 250 $235,238 – Тверде (i) – 30S/24Q/16D Одиночний розряд – Парний розряд          | Клара Таусон 6–3, 4–6, 6–4                                    | Олена Остапенко                          | Самсонова Людмила Дмитріївна Маркета Вондроушова | Белінда Бенчич Алізе Корне Марія Бузкова Елісе Мертенс                   |
| 13 вересня | Luxembourg Open Люксембург WTA 250 $235,238 – Тверде (i) – 30S/24Q/16D Одиночний розряд – Парний розряд          | Грет Міннен Алісон ван Ейтванк 6–3, 6–3                       | Ерін Рутліфф Кімберлі Циммерманн         | Самсонова Людмила Дмитріївна Маркета Вондроушова | Белінда Бенчич Алізе Корне Марія Бузкова Елісе Мертенс                   |
| 13 вересня | Slovenia Open Порторож, Словенія WTA 250 $235,238 – Тверде – 32S/24Q/16D Одиночний розряд – Парний розряд        | Ясміне Паоліні 7–6(7–4), 6–2                                  | Алісон Ріск                              | Кайя Юван Юлія Путінцева                         | Тамара Зіданшек Крістіна Младенович Сорана Кирстя Лючія Бронзетті        |
| 13 вересня | Slovenia Open Порторож, Словенія WTA 250 $235,238 – Тверде – 32S/24Q/16D Одиночний розряд – Парний розряд        | Калінська Ганна Миколаївна Тереза Михалкова 4–6, 6–2, [12–10] | Александра Крунич Леслі Паттінама Кергов | Кайя Юван Юлія Путінцева                         | Тамара Зіданшек Крістіна Младенович Сорана Кирстя Лючія Бронзетті        |
| 20 вересня | Ostrava Open Острава, Чехія WTA 500 $565,530 – Тверде (i) – 28S/24Q/16D Одиночний розряд – Парний розряд         | Анетт Контавейт 6–2, 7–5                                      | Марія Саккарі                            | Іга Свьонтек Петра Квітова                       | Олена Рибакіна Тереза Мартінцова Белінда Бенчич Джил Тайхманн            |
| 20 вересня | Ostrava Open Острава, Чехія WTA 500 $565,530 – Тверде (i) – 28S/24Q/16D Одиночний розряд – Парний розряд         | Саня Мірза Чжан Шуай 6–3, 6–2                                 | Кейтлін Крістіан Ерін Рутліфф            | Іга Свьонтек Петра Квітова                       | Олена Рибакіна Тереза Мартінцова Белінда Бенчич Джил Тайхманн            |
| 27 вересня | Chicago Fall Tennis Classic Чикаго, США WTA 500 $565,530 – Тверде – 56S/32Q/28D Одиночний розряд – Парний розряд | Гарбінє Мугуруса 3–6, 6–3, 6–0                                | Унс Джабір                               | Олена Рибакіна Маркета Вондроушова               | Еліна Світоліна Белінда Бенчич Деніел Колінз Маї Гонтама                 |
| 27 вересня | Chicago Fall Tennis Classic Чикаго, США WTA 500 $565,530 – Тверде – 56S/32Q/28D Одиночний розряд – Парний розряд | Квета Пешке Андреа Петкович 6–3, 6–1                          | Каролін Доулгайд Коко Вандевей           | Олена Рибакіна Маркета Вондроушова               | Еліна Світоліна Белінда Бенчич Деніел Колінз Маї Гонтама                 |
| 27 вересня | Astana Open Нур-Султан, Казахстан WTA 250 $235,238 – Тверде (i) – 32S/24Q/16D Одиночний розряд – Парний розряд   | Алісон ван Ейтванк 1–6, 6–4, 6–3                              | Юлія Путінцева                           | Ребекка Петерсон Жаклін Крістіан                 | Анастасія Гасанова Анастасія Потапова Александра Крунич Varvara Gracheva |
| 27 вересня | Astana Open Нур-Султан, Казахстан WTA 250 $235,238 – Тверде (i) – 32S/24Q/16D Одиночний розряд – Парний розряд   | Анна-Лена Фрідзам Моніка Нікулеску 6–2, 4–6, [10–5]           | Ангелина Габуєва Anastasia Zakharova     | Ребекка Петерсон Жаклін Крістіан                 | Анастасія Гасанова Анастасія Потапова Александра Крунич Varvara Gracheva |

### Жовтень
| Тиждень            | Турнір | Чемпіонка                                           | Фіналістка                               | Півфіналістки                     | Чвертьфіналістки                                                     |
| ------------------ | --- | --------------------------------------------------- | ---------------------------------------- | --------------------------------- | -------------------------------------------------------------------- |
| 4 жовтня 11 жовтня | Мастерс Індіан-Веллс Індіан-Веллс (Каліфорнія), США WTA 1000 (Mandatory) $8,761,725 – Тверде – 96S/48Q/32D Одиночний розряд – Парний розряд | Паула Бадоса 7–6(7–5), 2–6, 7–6(7–2)                | Вікторія Азаренко                        | Унс Джабір Олена Остапенко        | Анетт Контавейт Анджелік Кербер Джессіка Пегула Шелбі Роджерс        |
| 4 жовтня 11 жовтня | Мастерс Індіан-Веллс Індіан-Веллс (Каліфорнія), США WTA 1000 (Mandatory) $8,761,725 – Тверде – 96S/48Q/32D Одиночний розряд – Парний розряд | Сє Шувей Елісе Мертенс 7–6(7–1), 6–3                | Вероніка Кудерметова Олена Рибакіна      | Унс Джабір Олена Остапенко        | Анетт Контавейт Анджелік Кербер Джессіка Пегула Шелбі Роджерс        |
| 18 жовтня          | Кубок Кремля Москва, Росія WTA 500 $565,530 – Тверде (i) – 28S/24Q/16D Одиночний розряд – Парний розряд                                     | Анетт Контавейт 4–6, 6–4, 7–5                       | Олександрова Катерина Євгенівна          | Марія Саккарі Маркета Вондроушова | Аріна Соболенко Сімона Халеп Анастасія Павлюченкова Гарбінє Мугуруса |
| 18 жовтня          | Кубок Кремля Москва, Росія WTA 500 $565,530 – Тверде (i) – 28S/24Q/16D Одиночний розряд – Парний розряд                                     | Олена Остапенко Катержина Сінякова 6–2, 4–6, [10–8] | Надія Кіченок Ралука Олару               | Марія Саккарі Маркета Вондроушова | Аріна Соболенко Сімона Халеп Анастасія Павлюченкова Гарбінє Мугуруса |
| 18 жовтня          | Tenerife Ladies Open Тенерифе, Іспанія WTA 250 $235,238 – Тверде – 32S/24Q/16D Одиночний розряд – Парний розряд                             | Енн Лі 6–1, 6–4                                     | Марія Каміла Осоріо Серрано              | Каміла Джорджі Алізе Корне        | Чжен Сайсай Аранча Рус Ірина-Камелія Бегу Анна Кароліна Шмідлова     |
| 18 жовтня          | Tenerife Ladies Open Тенерифе, Іспанія WTA 250 $235,238 – Тверде – 32S/24Q/16D Одиночний розряд – Парний розряд                             | Ульрікке Ейкері Еллен Перес 6–3, 6–3                | Людмила Кіченок Марта Костюк             | Каміла Джорджі Алізе Корне        | Чжен Сайсай Аранча Рус Ірина-Камелія Бегу Анна Кароліна Шмідлова     |
| 25 жовтня          | Courmayeur Ladies Open Курмайор, Італія WTA 250 $235,238 – Тверде (i) – 32S/23Q/16D Одиночний розряд – Парний розряд                        | Донна Векич 7–6(7–3), 6–2                           | Клара Таусон                             | Джасмін Паоліні Людмила Самсонова | Даяна Ястремська Ван Сіню Ганна Калінська Енн Лі                     |
| 25 жовтня          | Courmayeur Ladies Open Курмайор, Італія WTA 250 $235,238 – Тверде (i) – 32S/23Q/16D Одиночний розряд – Парний розряд                        | Ван Сіню Чжен Сайсай 6–4, 3–6, [10–5]               | Ходзумі Ері Чжан Шуай                    | Джасмін Паоліні Людмила Самсонова | Даяна Ястремська Ван Сіню Ганна Калінська Енн Лі                     |
| 25 жовтня          | Transylvania Open Клуж-Напока, Румунія WTA 250 $235,238 – Тверде (i) – 32S/20Q/16D Одиночний розряд – Парний розряд                         | Анетт Контавейт 6–2, 6–3                            | Сімона Халеп                             | Марта Костюк Ребекка Петерсон     | Жаклін Крістіан Емма Радукану Леся Цуренко Ангеліна Калініна         |
| 25 жовтня          | Transylvania Open Клуж-Напока, Румунія WTA 250 $235,238 – Тверде (i) – 32S/20Q/16D Одиночний розряд – Парний розряд                         | Ірина Бара Екатеріне Горгодзе 4–6, 6–1, [11–9]      | Александра Крунич Леслі Паттінама Кергов | Марта Костюк Ребекка Петерсон     | Жаклін Крістіан Емма Радукану Леся Цуренко Ангеліна Калініна         |

### Листопад
| Тиждень     | Турнір | Чемпіонка                                      | Фіналістка             | Півфіналістки                       | Чвертьфіналістки                                                              |
| ----------- | --- | ---------------------------------------------- | ---------------------- | ----------------------------------- | ----------------------------------------------------------------------------- |
| 1 листопада | Billie Jean King Cup Finals Прага, Чехія Тверде (i) – 12 команд                                                            | Росія · 2–0                                    | Швейцарія              | Сполучені Штати Америки · Австралія |                                                                               |
| 8 листопада | WTA Finals Гвадалахара (Мексика), Мексика Фінал WTA $5,000,000 – Тверде – 8S (RR)/8D (RR) Одиночний розряд – Парний розряд | Гарбінє Мугуруса 6–3, 7–5                      | Анетт Контавейт        | Паула Бадоса Марія Саккарі          | Раунд Robin Барбора Крейчикова Кароліна Плішкова Аріна Соболенко Іга Свьонтек |
| 8 листопада | WTA Finals Гвадалахара (Мексика), Мексика Фінал WTA $5,000,000 – Тверде – 8S (RR)/8D (RR) Одиночний розряд – Парний розряд | Барбора Крейчикова Катержина Сінякова 6–3, 6–4 | Сє Шувей Елісе Мертенс | Паула Бадоса Марія Саккарі          | Раунд Robin Барбора Крейчикова Кароліна Плішкова Аріна Соболенко Іга Свьонтек |
| 8 листопада | Linz Open Лінц, Австрія WTA 250 $235,238 – Тверде (i)                                                                      | Алісон Ріск 2–6, 6–2, 7–5                      | Жаклін Крістіан        | Деніел Коллінз Сімона Халеп         | Ван Сіню Алісон ван Ейтванк Вероніка Кудерметова Жасмін Паоліні               |
| 8 листопада | Linz Open Лінц, Австрія WTA 250 $235,238 – Тверде (i)                                                                      | Натела Дзаламідзе Камілла Рахімова 6–4, 6–2    | Ван Сіню Чжен Сайсай   | Деніел Коллінз Сімона Халеп         | Ван Сіню Алісон ван Ейтванк Вероніка Кудерметова Жасмін Паоліні               |

## Статистична інформація
Ці таблиці показують кількість виграних турнірів кожною окремою гравчинею та представницями різних країн. Враховані одиночні (S), парні (D) та змішані (X) титули на турнірах усіх рівнів: Великий шолом, чемпіонати закінчення сезону (Чемпіонат Туру WTA і WTA Elite Trophy), Турніри WTA Premier (WTA 1000 and WTA 500), а також Турніри WTA International.
Гравчинь і країни розподілено за такими показниками:
1. Загальна кількість титулів (титул в парному розряді, виграний двома тенісистками, які представляють одну й ту саму країну, зараховано як  лише один виграш для країни);
2. Сумарна цінність усіх виграних титулів (одна перемога на турнірі Великого шолома, дорівнює двом перемогам на турнірі WTA 1000, одна перемога на чемпіонаті закінчення сезону дорівнює півтора перемогам на WTA 1000, одна перемога на WTA 1000 дорівнює двом перемогам на WTA 500, одна перемога на WTA 500 дорівнює двом перемогам на WTA 250);
3. Ієрархія розрядів: одиночний > парний > змішаний;

### Легенда
| Турніри Великого шолома      |
| Літні Олімпійські Ігри       |
| Чемпіонати закінчення сезону |
| WTA Premier Mandatory        |
| WTA Premier 5                |
| WTA Premier                  |
| WTA International            |

### Титули гравчинь
| Всього | Гравець                           | Grand Slam | Grand Slam | Grand Slam | Olympic Games | Olympic Games | Olympic Games | Рік-end | Рік-end | WTA 1000 | WTA 1000 | WTA 1000 | WTA 1000 | WTA 500 | WTA 500 | WTA 250 | WTA 250 | Всього | Всього | Всього |
| Всього | Гравець                           | S          | D          | X          | S             | D             | X             | S       | D       | S        | D        | S        | D        | S       | D       | S       | D       | S      | D      | X      |
| ------ | --------------------------------- | ---------- | ---------- | ---------- | ------------- | ------------- | ------------- | ------- | ------- | -------- | -------- | -------- | -------- | ------- | ------- | ------- | ------- | ------ | ------ | ------ |
| 9      | Барбора Крейчикова (CZE)          | ●          | ●          | ●          |               | ●             |               |         | ●       |          | ●        |          |          |         | ●       | ●       |         | 3      | 5      | 1      |
| 6      | Ешлі Барті (AUS)                  | ●          |            |            |               |               |               |         |         | ●        |          | ●        |          | ●       | ●       |         |         | 5      | 1      | 0      |
| 6      | Катержина Сінякова (CZE)          |            | ●          |            |               | ●             |               |         | ●       |          | ●        |          |          |         | ●       |         |         | 0      | 6      | 0      |
| 5      | Елісе Мертенс (BEL)               |            | ●          |            |               |               |               |         |         |          | ●        |          |          | ●       |         |         | ●       | 1      | 4      | 0      |
| 5      | Дезіре Кравчик (USA)              |            |            | ●          |               |               |               |         |         |          |          |          |          |         | ●       |         | ●       | 0      | 2      | 3      |
| 5      | Аояма Сюко (JPN)                  |            |            |            |               |               |               |         |         |          | ●        |          |          |         | ●       |         | ●       | 0      | 5      | 0      |
| 5      | Ена Сібахара (JPN)                |            |            |            |               |               |               |         |         |          | ●        |          |          |         | ●       |         | ●       | 0      | 5      | 0      |
| 4      | Аріна Соболенко (BLR)             |            | ●          |            |               |               |               |         |         | ●        |          |          |          | ●       | ●       |         |         | 2      | 2      | 0      |
| 4      | Анетт Контавейт (EST)             |            |            |            |               |               |               |         |         |          |          |          |          | ●       |         | ●       |         | 4      | 0      | 0      |
| 3      | Чжан Шуай (CHN)                   |            | ●          |            |               |               |               |         |         |          |          |          | ●        |         | ●       |         |         | 0      | 3      | 0      |
| 3      | Гарбінє Мугуруса (ESP)            |            |            |            |               |               |               | ●       |         |          |          | ●        |          | ●       |         |         |         | 3      | 0      | 0      |
| 3      | Алекса Гуарачі (CHI)              |            |            |            |               |               |               |         |         |          |          |          | ●        |         | ●       |         | ●       | 0      | 3      | 0      |
| 3      | Дарія Юрак (CRO)                  |            |            |            |               |               |               |         |         |          |          |          | ●        |         | ●       |         | ●       | 0      | 3      | 0      |
| 2      | Сє Шувей (TPE)                    |            | ●          |            |               |               |               |         |         |          | ●        |          |          |         |         |         |         | 0      | 2      | 0      |
| 2      | Саманта Стосур (AUS)              |            | ●          |            |               |               |               |         |         |          |          |          | ●        |         |         |         |         | 0      | 2      | 0      |
| 2      | Паула Бадоса (ESP)                |            |            |            |               |               |               |         |         | ●        |          |          |          |         |         | ●       |         | 2      | 0      | 0      |
| 2      | Іга Свьонтек (POL)                |            |            |            |               |               |               |         |         |          |          | ●        |          | ●       |         |         |         | 2      | 0      | 0      |
| 2      | Олена Остапенко (LAT)             |            |            |            |               |               |               |         |         |          |          |          |          | ●       | ●       |         |         | 1      | 1      | 0      |
| 2      | Деніел Коллінз (USA)              |            |            |            |               |               |               |         |         |          |          |          |          | ●       |         | ●       |         | 2      | 0      | 0      |
| 2      | Дарія Касаткіна (RUS)             |            |            |            |               |               |               |         |         |          |          |          |          | ●       |         | ●       |         | 2      | 0      | 0      |
| 2      | Вероніка Кудерметова (RUS)        |            |            |            |               |               |               |         |         |          |          |          |          | ●       |         |         | ●       | 1      | 1      | 0      |
| 2      | Ніколь Меліхар (USA)              |            |            |            |               |               |               |         |         |          |          |          |          |         | ●       |         |         | 0      | 2      | 0      |
| 2      | Демі Схюрс (NED)                  |            |            |            |               |               |               |         |         |          |          |          |          |         | ●       |         |         | 0      | 2      | 0      |
| 2      | Андреа Петкович (GER)             |            |            |            |               |               |               |         |         |          |          |          |          |         | ●       | ●       |         | 1      | 1      | 0      |
| 2      | Надія Кіченок (UKR)               |            |            |            |               |               |               |         |         |          |          |          |          |         | ●       |         | ●       | 0      | 2      | 0      |
| 2      | Андрея Клепач (SLO)               |            |            |            |               |               |               |         |         |          |          |          |          |         | ●       |         | ●       | 0      | 2      | 0      |
| 2      | Ралука Олару (ROU)                |            |            |            |               |               |               |         |         |          |          |          |          |         | ●       |         | ●       | 0      | 2      | 0      |
| 2      | Клара Таусон (DEN)                |            |            |            |               |               |               |         |         |          |          |          |          |         |         | ●       |         | 2      | 0      | 0      |
| 2      | Корі Гофф (USA)                   |            |            |            |               |               |               |         |         |          |          |          |          |         |         | ●       | ●       | 1      | 1      | 0      |
| 2      | Жасмін Паоліні (ITA)              |            |            |            |               |               |               |         |         |          |          |          |          |         |         | ●       | ●       | 1      | 1      | 0      |
| 2      | Астра Шарма (AUS)                 |            |            |            |               |               |               |         |         |          |          |          |          |         |         | ●       | ●       | 1      | 1      | 0      |
| 2      | Алісон ван Ейтванк (BEL)          |            |            |            |               |               |               |         |         |          |          |          |          |         |         | ●       | ●       | 1      | 1      | 0      |
| 2      | Марія Бузкова (CZE)               |            |            |            |               |               |               |         |         |          |          |          |          |         |         |         | ●       | 0      | 2      | 0      |
| 2      | Натела Дзаламідзе (RUS)           |            |            |            |               |               |               |         |         |          |          |          |          |         |         |         | ●       | 0      | 2      | 0      |
| 2      | Луціє Градецька (CZE)             |            |            |            |               |               |               |         |         |          |          |          |          |         |         |         | ●       | 0      | 2      | 0      |
| 2      | Кеті Макнеллі (USA)               |            |            |            |               |               |               |         |         |          |          |          |          |         |         |         | ●       | 0      | 2      | 0      |
| 2      | Еллен Перес (AUS)                 |            |            |            |               |               |               |         |         |          |          |          |          |         |         |         | ●       | 0      | 2      | 0      |
| 2      | Камілла Рахімова (RUS)            |            |            |            |               |               |               |         |         |          |          |          |          |         |         |         | ●       | 0      | 2      | 0      |
| 1      | Осака Наомі (JPN)                 | ●          |            |            |               |               |               |         |         |          |          |          |          |         |         |         |         | 1      | 0      | 0      |
| 1      | Емма Радукану (GBR)               | ●          |            |            |               |               |               |         |         |          |          |          |          |         |         |         |         | 1      | 0      | 0      |
| 1      | Белінда Бенчич (SUI)              |            |            |            | ●             |               |               |         |         |          |          |          |          |         |         |         |         | 1      | 0      | 0      |
| 1      | Анастасія Павлюченкова (RUS)      |            |            |            |               |               | ●             |         |         |          |          |          |          |         |         |         |         | 0      | 0      | 1      |
| 1      | Каміла Джорджі (ITA)              |            |            |            |               |               |               |         |         |          |          | ●        |          |         |         |         |         | 1      | 0      | 0      |
| 1      | Габріела Дабровскі (CAN)          |            |            |            |               |               |               |         |         |          |          |          | ●        |         |         |         |         | 0      | 1      | 0      |
| 1      | Шерон Фічмен (CAN)                |            |            |            |               |               |               |         |         |          |          |          | ●        |         |         |         |         | 0      | 1      | 0      |
| 1      | Джуліана Ольмос (MEX)             |            |            |            |               |               |               |         |         |          |          |          | ●        |         |         |         |         | 0      | 1      | 0      |
| 1      | Луїза Стефані (BRA)               |            |            |            |               |               |               |         |         |          |          |          | ●        |         |         |         |         | 0      | 1      | 0      |
| 1      | Петра Квітова (CZE)               |            |            |            |               |               |               |         |         |          |          |          |          | ●       |         |         |         | 1      | 0      | 0      |
| 1      | Людмила Самсонова (RUS)           |            |            |            |               |               |               |         |         |          |          |          |          | ●       |         |         |         | 1      | 0      | 0      |
| 1      | Вікторія Азаренко (BLR)           |            |            |            |               |               |               |         |         |          |          |          |          |         | ●       |         |         | 0      | 1      | 0      |
| 1      | Дженніфер Брейді (USA)            |            |            |            |               |               |               |         |         |          |          |          |          |         | ●       |         |         | 0      | 1      | 0      |
| 1      | Саня Мірза (IND)                  |            |            |            |               |               |               |         |         |          |          |          |          |         | ●       |         |         | 0      | 1      | 0      |
| 1      | Квета Пешке (CZE)                 |            |            |            |               |               |               |         |         |          |          |          |          |         | ●       |         |         | 0      | 1      | 0      |
| 1      | Сорана Кирстя (ROU)               |            |            |            |               |               |               |         |         |          |          |          |          |         |         | ●       |         | 1      | 0      | 0      |
| 1      | Лейла Анні Фернандес (CAN)        |            |            |            |               |               |               |         |         |          |          |          |          |         |         | ●       |         | 1      | 0      | 0      |
| 1      | Унс Джабір (TUN)                  |            |            |            |               |               |               |         |         |          |          |          |          |         |         | ●       |         | 1      | 0      | 0      |
| 1      | Анджелік Кербер (GER)             |            |            |            |               |               |               |         |         |          |          |          |          |         |         | ●       |         | 1      | 0      | 0      |
| 1      | Джоанна Конта (GBR)               |            |            |            |               |               |               |         |         |          |          |          |          |         |         | ●       |         | 1      | 0      | 0      |
| 1      | Ann Li Ann Li (tennis) (USA)      |            |            |            |               |               |               |         |         |          |          |          |          |         |         | ●       |         | 1      | 0      | 0      |
| 1      | Марія Каміла Осоріо Серрано (COL) |            |            |            |               |               |               |         |         |          |          |          |          |         |         | ●       |         | 1      | 0      | 0      |
| 1      | Юлія Путінцева (KAZ)              |            |            |            |               |               |               |         |         |          |          |          |          |         |         | ●       |         | 1      | 0      | 0      |
| 1      | Алісон Ріск (USA)                 |            |            |            |               |               |               |         |         |          |          |          |          |         |         | ●       |         | 1      | 0      | 0      |
| 1      | Елена-Габріела Русе (ROU)         |            |            |            |               |               |               |         |         |          |          |          |          |         |         | ●       |         | 1      | 0      | 0      |
| 1      | Сара Соррібес Тормо (ESP)         |            |            |            |               |               |               |         |         |          |          |          |          |         |         | ●       |         | 1      | 0      | 0      |
| 1      | Еліна Світоліна (UKR)             |            |            |            |               |               |               |         |         |          |          |          |          |         |         | ●       |         | 1      | 0      | 0      |
| 1      | Донна Векич (CRO)                 |            |            |            |               |               |               |         |         |          |          |          |          |         |         | ●       |         | 1      | 0      | 0      |
| 1      | Марина Заневська (BEL)            |            |            |            |               |               |               |         |         |          |          |          |          |         |         | ●       |         | 1      | 0      | 0      |
| 1      | Тамара Зіданшек (SLO)             |            |            |            |               |               |               |         |         |          |          |          |          |         |         | ●       |         | 1      | 0      | 0      |
| 1      | Susan Bandecchi (SUI)             |            |            |            |               |               |               |         |         |          |          |          |          |         |         |         | ●       | 0      | 1      | 0      |
| 1      | Hailey Baptiste (USA)             |            |            |            |               |               |               |         |         |          |          |          |          |         |         |         | ●       | 0      | 1      | 0      |
| 1      | Ірина Бара (ROU)                  |            |            |            |               |               |               |         |         |          |          |          |          |         |         |         | ●       | 0      | 1      | 0      |
| 1      | Міхаела Бузернеску (ROU)          |            |            |            |               |               |               |         |         |          |          |          |          |         |         |         | ●       | 0      | 1      | 0      |
| 1      | Anna Danilina (KAZ)               |            |            |            |               |               |               |         |         |          |          |          |          |         |         |         | ●       | 0      | 1      | 0      |
| 1      | Каролін Доулгайд (USA)            |            |            |            |               |               |               |         |         |          |          |          |          |         |         |         | ●       | 0      | 1      | 0      |
| 1      | Ульрікке Ейкері (NOR)             |            |            |            |               |               |               |         |         |          |          |          |          |         |         |         | ●       | 0      | 1      | 0      |
| 1      | Анна-Лена Фрідзам (GER)           |            |            |            |               |               |               |         |         |          |          |          |          |         |         |         | ●       | 0      | 1      | 0      |
| 1      | Екатеріне Горгодзе (GEO)          |            |            |            |               |               |               |         |         |          |          |          |          |         |         |         | ●       | 0      | 1      | 0      |
| 1      | Кайя Юван (SLO)                   |            |            |            |               |               |               |         |         |          |          |          |          |         |         |         | ●       | 0      | 1      | 0      |
| 1      | Ганна Калінська (RUS)             |            |            |            |               |               |               |         |         |          |          |          |          |         |         |         | ●       | 0      | 1      | 0      |
| 1      | Людмила Кіченок (UKR)             |            |            |            |               |               |               |         |         |          |          |          |          |         |         |         | ●       | 0      | 1      | 0      |
| 1      | Александра Крунич (SRB)           |            |            |            |               |               |               |         |         |          |          |          |          |         |         |         | ●       | 0      | 1      | 0      |
| 1      | Вікторія Кужмова (SVK)            |            |            |            |               |               |               |         |         |          |          |          |          |         |         |         | ●       | 0      | 1      | 0      |
| 1      | Еліксан Лекемія (FRA)             |            |            |            |               |               |               |         |         |          |          |          |          |         |         |         | ●       | 0      | 1      | 0      |
| 1      | Лідія Морозова (BLR)              |            |            |            |               |               |               |         |         |          |          |          |          |         |         |         | ●       | 0      | 1      | 0      |
| 1      | Тереза Михалкова (SVK)            |            |            |            |               |               |               |         |         |          |          |          |          |         |         |         | ●       | 0      | 1      | 0      |
| 1      | Грет Міннен (BEL)                 |            |            |            |               |               |               |         |         |          |          |          |          |         |         |         | ●       | 0      | 1      | 0      |
| 1      | Ейжа Мугаммад (USA)               |            |            |            |               |               |               |         |         |          |          |          |          |         |         |         | ●       | 0      | 1      | 0      |
| 1      | Інгрід Ніл (USA)                  |            |            |            |               |               |               |         |         |          |          |          |          |         |         |         | ●       | 0      | 1      | 0      |
| 1      | Моніка Нікулеску (ROU)            |            |            |            |               |               |               |         |         |          |          |          |          |         |         |         | ●       | 0      | 1      | 0      |
| 1      | Ніномія Макото (JPN)              |            |            |            |               |               |               |         |         |          |          |          |          |         |         |         | ●       | 0      | 1      | 0      |
| 1      | Анкіта Райна (IND)                |            |            |            |               |               |               |         |         |          |          |          |          |         |         |         | ●       | 0      | 1      | 0      |
| 1      | Ерін Рутліфф (NZL)                |            |            |            |               |               |               |         |         |          |          |          |          |         |         |         | ●       | 0      | 1      | 0      |
| 1      | Аранча Рус (NED)                  |            |            |            |               |               |               |         |         |          |          |          |          |         |         |         | ●       | 0      | 1      | 0      |
| 1      | Ніна Стоянович (SRB)              |            |            |            |               |               |               |         |         |          |          |          |          |         |         |         | ●       | 0      | 1      | 0      |
| 1      | Фанні Штоллар (HUN)               |            |            |            |               |               |               |         |         |          |          |          |          |         |         |         | ●       | 0      | 1      | 0      |
| 1      | Джил Тайхманн (SUI)               |            |            |            |               |               |               |         |         |          |          |          |          |         |         |         | ●       | 0      | 1      | 0      |
| 1      | Сімона Валтерт (SUI)              |            |            |            |               |               |               |         |         |          |          |          |          |         |         |         | ●       | 0      | 1      | 0      |
| 1      | Ван Сіню (CHN)                    |            |            |            |               |               |               |         |         |          |          |          |          |         |         |         | ●       | 0      | 1      | 0      |
| 1      | Чжен Сайсай (CHN)                 |            |            |            |               |               |               |         |         |          |          |          |          |         |         |         | ●       | 0      | 1      | 0      |
| 1      | Кімберлі Циммерманн (BEL)         |            |            |            |               |               |               |         |         |          |          |          |          |         |         |         | ●       | 0      | 1      | 0      |

### Титули за країнами
| Всього | Nation                  | Grand Slam | Grand Slam | Grand Slam | Olympic Games | Olympic Games | Olympic Games | Рік-end | Рік-end | WTA 1000 | WTA 1000 | WTA 1000 | WTA 1000 | WTA 500 | WTA 500 | WTA 250 | WTA 250 | Всього | Всього | Всього |
| Всього | Nation                  | S          | D          | X          | S             | D             | X             | S       | D       | S        | D        | S        | D        | S       | D       | S       | D       | S      | D      | X      |
| ------ | ----------------------- | ---------- | ---------- | ---------- | ------------- | ------------- | ------------- | ------- | ------- | -------- | -------- | -------- | -------- | ------- | ------- | ------- | ------- | ------ | ------ | ------ |
| 17     | США (USA)               |            |            | 3          |               |               |               |         |         |          |          |          |          | 1       | 4       | 4       | 5       | 5      | 9      | 3      |
| 14     | Чехія (CZE)             | 1          | 1          | 1          |               | 1             |               |         | 1       |          | 1        |          |          | 1       | 3       | 2       | 2       | 4      | 9      | 1      |
| 11     | Австралія (AUS)         | 1          | 1          |            |               |               |               |         |         | 1        |          | 1        | 1        | 2       | 1       | 1       | 2       | 6      | 5      | 0      |
| 10     | Росія (RUS)             |            |            |            |               |               | 1             |         |         |          |          |          |          | 3       |         | 1       | 5       | 4      | 5      | 1      |
| 9      | Бельгія (BEL)           |            | 2          |            |               |               |               |         |         |          | 1        |          |          | 1       |         | 2       | 3       | 3      | 6      | 0      |
| 7      | Японія (JPN)            | 1          |            |            |               |               |               |         |         |          | 1        |          |          |         | 3       |         | 2       | 1      | 6      | 0      |
| 7      | Румунія (ROU)           |            |            |            |               |               |               |         |         |          |          |          |          |         | 1       | 2       | 4       | 2      | 5      | 0      |
| 6      | Іспанія (ESP)           |            |            |            |               |               |               | 1       |         | 1        |          | 1        |          | 1       |         | 2       |         | 6      | 0      | 0      |
| 5      | Білорусь (BLR)          |            | 1          |            |               |               |               |         |         | 1        |          |          |          | 1       | 1       |         | 1       | 2      | 3      | 0      |
| 4      | КНР (CHN)               |            | 1          |            |               |               |               |         |         |          |          |          | 1        |         | 1       |         | 1       | 0      | 4      | 0      |
| 4      | Хорватія (CRO)          |            |            |            |               |               |               |         |         |          |          |          | 1        |         | 1       | 1       | 1       | 1      | 3      | 0      |
| 4      | Естонія (EST)           |            |            |            |               |               |               |         |         |          |          |          |          | 2       |         | 2       |         | 4      | 0      | 0      |
| 4      | Німеччина (GER)         |            |            |            |               |               |               |         |         |          |          |          |          |         | 1       | 2       | 1       | 2      | 2      | 0      |
| 4      | Словенія (SLO)          |            |            |            |               |               |               |         |         |          |          |          |          |         | 1       | 1       | 2       | 1      | 3      | 0      |
| 4      | Україна (UKR)           |            |            |            |               |               |               |         |         |          |          |          |          |         | 1       | 1       | 2       | 1      | 3      | 0      |
| 3      | Швейцарія (SUI)         |            |            |            | 1             |               |               |         |         |          |          |          |          |         |         |         | 2       | 1      | 2      | 0      |
| 3      | Італія (ITA)            |            |            |            |               |               |               |         |         |          |          | 1        |          |         |         | 1       | 1       | 2      | 1      | 0      |
| 3      | Канада (CAN)            |            |            |            |               |               |               |         |         |          |          |          | 2        |         |         | 1       |         | 1      | 2      | 0      |
| 3      | Чилі (CHI)              |            |            |            |               |               |               |         |         |          |          |          | 1        |         | 1       |         | 1       | 0      | 3      | 0      |
| 3      | Нідерланди (NED)        |            |            |            |               |               |               |         |         |          |          |          |          |         | 2       |         | 1       | 0      | 3      | 0      |
| 2      | Велика Британія (GBR)   | 1          |            |            |               |               |               |         |         |          |          |          |          |         |         | 1       |         | 2      | 0      | 0      |
| 2      | Китайський Тайбей (TPE) |            | 1          |            |               |               |               |         |         |          | 1        |          |          |         |         |         |         | 0      | 2      | 0      |
| 2      | Польща (POL)            |            |            |            |               |               |               |         |         |          |          | 1        |          | 1       |         |         |         | 2      | 0      | 0      |
| 2      | Латвія (LAT)            |            |            |            |               |               |               |         |         |          |          |          |          | 1       | 1       |         |         | 1      | 1      | 0      |
| 2      | Індія (IND)             |            |            |            |               |               |               |         |         |          |          |          |          |         | 1       |         | 1       | 0      | 2      | 0      |
| 2      | Данія (DEN)             |            |            |            |               |               |               |         |         |          |          |          |          |         |         | 2       |         | 2      | 0      | 0      |
| 2      | Казахстан (KAZ)         |            |            |            |               |               |               |         |         |          |          |          |          |         |         | 1       | 1       | 1      | 1      | 0      |
| 2      | Словаччина (SVK)        |            |            |            |               |               |               |         |         |          |          |          |          |         |         |         | 2       | 0      | 2      | 0      |
| 1      | Бразилія (BRA)          |            |            |            |               |               |               |         |         |          |          |          | 1        |         |         |         |         | 0      | 1      | 0      |
| 1      | Мексика (MEX)           |            |            |            |               |               |               |         |         |          |          |          | 1        |         |         |         |         | 0      | 1      | 0      |
| 1      | Колумбія (COL)          |            |            |            |               |               |               |         |         |          |          |          |          |         |         | 1       |         | 1      | 0      | 0      |
| 1      | Туніс (TUN)             |            |            |            |               |               |               |         |         |          |          |          |          |         |         | 1       |         | 1      | 0      | 0      |
| 1      | Франція (FRA)           |            |            |            |               |               |               |         |         |          |          |          |          |         |         |         | 1       | 0      | 1      | 0      |
| 1      | Грузія (GEO)            |            |            |            |               |               |               |         |         |          |          |          |          |         |         |         | 1       | 0      | 1      | 0      |
| 1      | Угорщина (HUN)          |            |            |            |               |               |               |         |         |          |          |          |          |         |         |         | 1       | 0      | 1      | 0      |
| 1      | Нова Зеландія (NZL)     |            |            |            |               |               |               |         |         |          |          |          |          |         |         |         | 1       | 0      | 1      | 0      |
| 1      | Норвегія (NOR)          |            |            |            |               |               |               |         |         |          |          |          |          |         |         |         | 1       | 0      | 1      | 0      |
| 1      | Сербія (SRB)            |            |            |            |               |               |               |         |         |          |          |          |          |         |         |         | 1       | 0      | 1      | 0      |

## Завершили кар'єру
Тенісистки, які були у першій сотні одиночного або парного рейтингу і оголосили про завершення кар'єри 2022 року:
- Грета Арн (нар. 13 квітня 1979, Будапешт]], Угорщина)[10]
- Тімеа Бачинскі (нар. 8 червня 1989, Лозанна]], Швейцарія)[11]
- Кікі Бертенс  (нар. 10 грудня 1991, Wateringen]], Нідерланди)[12]
- Ніколь Гіббс (нар. 3 березня 1993, Цинциннаті]], США)[13]
- Анна-Лена Гренефельд
- Бояна Йовановські
- Ваня Кінг (нар. 3 лютого 1989, Монтерей-Парк (Каліфорнія), США)[14][15]
- Джоанна Конта (born 17 травня 1991, Сідней]], Австралія)[16][17]
- Алла Кудрявцева (нар. 3 листопада 1987, Москва, Росія)[18]
- Ярослава Шведова (нар. 12 вересня 1987, Москва, Росія)
- Абігейл Спірс
- Барбора Стрицова (нар. 28 березня 1986, Пльзень]], Чехія)[19]